# The Secret Life of Lele Pons
 (janvier 2022).
Pour les articles homonymes, voir Pons.
The Secret Life of Lele Pons (en francais : La Vie Secrète de Lele Pons) est une série documentaire biographique sur la star de YouTube Lele Pons, produite par Shots Studios, réalisée par Alicia Zubikowski, lauréate d'un Emmy Award,,. Le premier épisode a été diffusé sur la chaîne YouTube de Pons le 19 mai 2020.

## Synopsis
La série de cinq épisodes suit le combat de l'artiste vénézuélienne-américaine Lele Pons contre les problèmes de santé mentale, en particulier son syndrome de Gilles de La Tourette et ses troubles obsessionnels compulsifs (TOC). Lele Pons a reçu un premier diagnostic de TOC en 2010, alors qu'elle avait treize ans et vivait à Miami, en Floride. Depuis lors, elle s'est fait connaître par la comédie et la musique.
La série se concentre sur ses luttes quotidiennes contre ses problèmes de santé derrière son personnage en ligne, en capturant des moments intimes de la personnalité Internet avec sa famille et ses amis. La série explore certains des moments les plus émouvants de son parcours - en allant dans les coulisses où Pons fond en larmes lors d'une session d'enregistrement en studio - alors qu'elle essaie de jongler avec ses problèmes de santé, sa célébrité et sa vie personnelle.

## Production et la réalisation
Variety a annoncé la série le 22 avril 2020, et Lele Pons a partagé une bande-annonce sur sa chaîne YouTube. La série a été diffusée pour la première fois sur YouTube le 19 mai 2020. La docusérie a été filmée sur une période de deux ans, à partir de 2018.
La série fait partie d'une série Youtube Originals lancés pendant la pandémie de COVID-19 pour soutenir le mouvement Stay Home #WithMe de la plateforme, un effort visant à encourager la distanciation sociale par le biais de contenu informatif et divertissant de créateurs de renom,.